# Gustav Kemmner
Gustav Kemmner (* 17. September 1875 in Unterensingen; † 2. März 1941 in Stuttgart-Mühlhausen) war ein Kunstmaler und Graphiker.

## Leben
Gustav Adolph Kemmners Eltern Christian und Christiane Kemmner waren Bauern. Er besuchte die örtliche Volksschule und sollte als erstgeborener Sohn eigentlich den elterlichen Hof übernehmen. Er wurde 1895 zunächst für zwei Jahre zum württembergischen Militär eingezogen. Im Anschluss konnte er seine Eltern überzeugen, sich seiner Leidenschaft zu widmen, sodass er eine Lithografenlehre in Stuttgart begann. Nebenbei nahm er Zeichenunterricht.
Ab ca. 1901 hatte Gustav Kemmner Kontakt zum Maler Julius Kornbeck aus Oberensingen. Er war eine Art Mentor für Kemmner. 1905 trat er in die königliche Akademie der bildenden Künste in Stuttgart ein und wurde u. a. von Friedrich von Keller unterrichtet. Im Mai 1914 beteiligte sich Gustav Kemmner an einer Ausstellung im Nürtinger Realprogymnasium. Im selben Jahr musste Kemmner zum Ersten Weltkrieg nach Nordfrankreich und Flandern einrücken. Er überlebte ohne Verletzungen.
1920 heiratete Kemmner die Köchin Karoline Leicht aus Stuttgart. Bis 1929 wohnte das Ehepaar im sogenannten Schlössle in Oberensingen, dem Wohnsitz des kurz zuvor verstorbenen Mentors Kornbeck. Auf Wunsch der Witwe Kornbecks, Josephine, betreute Kemmner den Nachlass Kornbecks. Die Vermutung, er habe dabei auch die unfertigen Gemälde seines Mentors fertiggestellt, ist so nicht eindeutig zu belegen.
1929 bauten Lina und Gustav Kemmner ein Haus in Stuttgart-Mühlhausen. Kemmner reiste und wanderte für seine Gemälde gerne. Er verbrachte seine Zeit gerne auf der schwäbischen Alb, am Ammersee, in Reutlingen oder in der Künstlerkolonie Dachau.
Am 2. März 1941 starb der Maler in Mühlhausen. Im dortigen Ortsarchiv befindet sich ein Teil seiner Arbeiten. Sein prominentestes Werk ist eine Ansicht der dortigen, 1943 zerstörten Walpurgiskirche.

## Gemälde und Ausstellungen
Bereits 1914 wurden 48 Bilder des Malers, neben denen von Julius Kornbeck und anderen Künstlern, bei einer Kunstausstellung im Nürtinger Realprogymnasiums ausgestellt, die auch König Wilhelm II. besuchte. 1927 wurde eines seiner Bilder bei der Jubiläumsausstellung des württembergischen Kunstvereins in Stuttgart ausgestellt. Außerdem wurden sie im Reutlinger Hotel Ochsen gezeigt. Nach seinem Tod wurden einige seiner Spätwerke im Kunsthaus Schaller in Stuttgart ausgestellt. Viele seiner Bilder wurden in einem Tresor der Dresdner Bank aufbewahrt und bei Bombenangriffen im Zweiten Weltkrieg zerstört. Die größte Sammlung seiner Werke befindet sich mittlerweile in seinem Geburtsort Unterensingen: Das Gustav-Kemmner-Zimmer zeigt eine ständige Ausstellung seiner Werke.